# Жайдакбулак
Жайдакбулак (каз. Жайдақбұлақ) — село в Кегенском районе Алматинской области Казахстана. Входит в состав Жаланашского сельского округа. Код КАТО — 195837200.

## Население
В 1999 году население села составляло 275 человек (140 мужчин и 135 женщин). По данным переписи 2009 года, в селе проживало 328 человек (150 мужчин и 178 женщин).